# مرتل کوک
مرتل کوک (انگلیسی: Myrtle Cook; ۵ ژانویهٔ ۱۹۰۲ – ۱۸ مارس ۱۹۸۵) دونده اهل کانادا بود.
از افتخارات وی میتوان به کسب مدال طلا دو ۴×۴۰۰ متر در بازی‌های المپیک تابستانی ۱۹۲۸ اشاره کرد. 